# Gerard van Katzenelnbogen

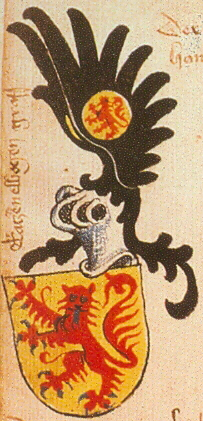
Familiewapen Gerard van Katzenelnbogen

Gerard van Katzenelnbogen (? - 1312) was een vooraanstaand geestelijke en edelman in het Heilige Roomse Rijk. Hij was proost van het kapittel van Sint-Servaas in Maastricht en proost van een kapittel in Utrecht, en werd later graaf van Katzenelnbogen.

## Biografische schets
Otto was een telg uit het het geslacht van de graven van Katzenelnbogen. Hij was een zoon van Everhard I, grondlegger van de Obergrafschaft Katzenelnbogen en vertrouweling van koning Rudolf I.
Als jongere zoon was Gerard van Katzenelnbogen voorbestemd voor een geestelijke loopbaan. Wellicht is hij dezelfde Gerard van Katzenelnbogen, die genoemd wordt als ridder van de Duitse Orde. In 1279 en 1280 is deze landmeester van de Lijflandse Orde in Lijfland. Als proost van het Sint-Servaaskapittel wordt hij genoemd in 1289 en 1291. In die hoedanigheid was hij tevens heer van de Elf banken van Sint-Servaas, Tweebergen en Mechelen-aan-de-Maas. In 1290 is hij aanwezig op de Rijksdag te Erfurt. Keizer Rudolf I noemt hem zijn huiskapelaan (capellanus noster).

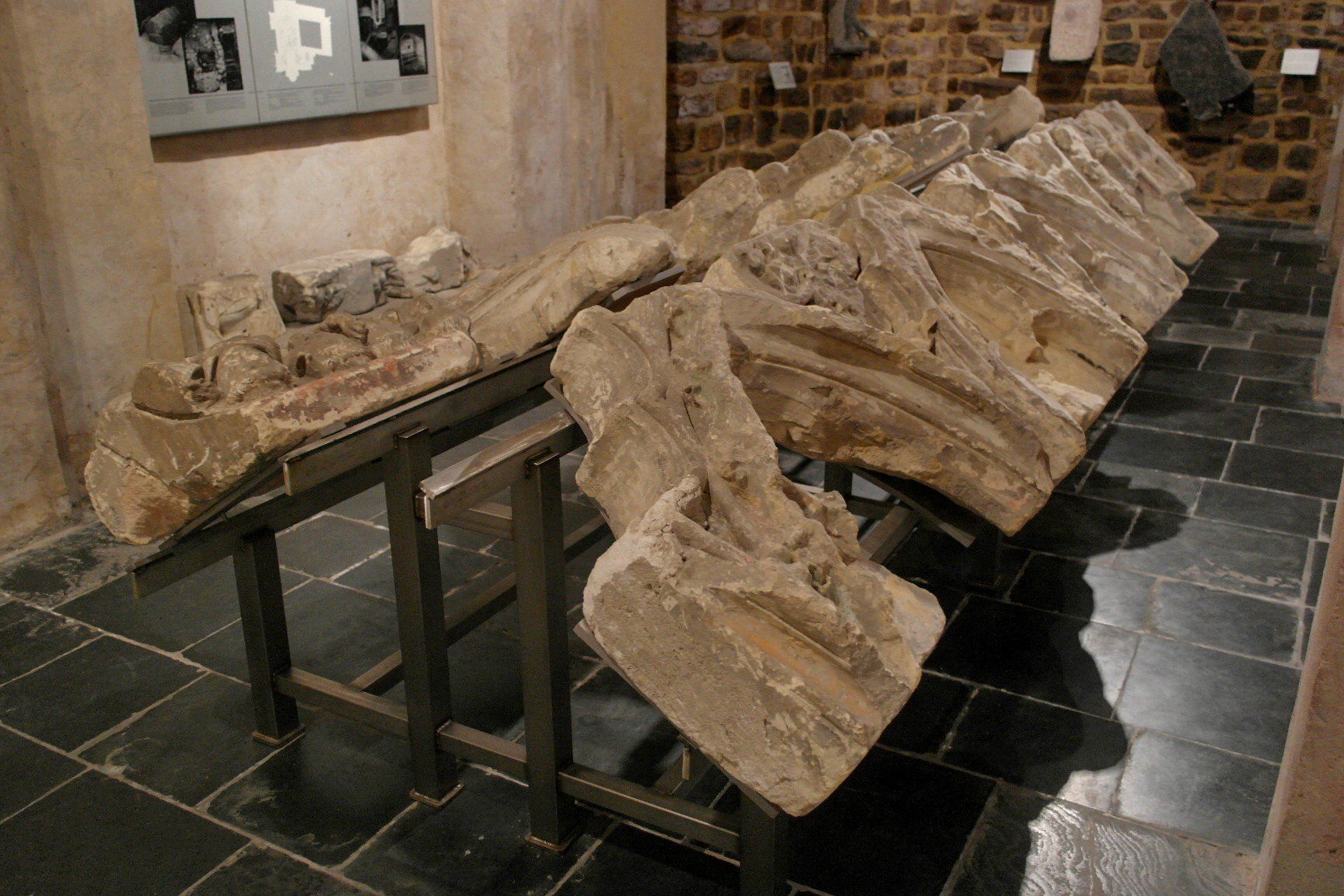
Brokstukken van het doksaal van de Sint-Servaaskerk in het lapidarium in de oostcrypte

In 1289  bepaalde Gerard in Maastricht dat de inkomsten van een op dat moment vrijgekomen prebende tijdelijk aangewend moesten worden om het kerkgebouw, dat bouwvallig geworden was, te herstellen en te verfraaien. Deze bepaling, in 1291 vanuit Parijs nog eens herhaald, was het begin van een hernieuwde bouwcampagne in de Sint-Servaaskerk, die parallel liep met grote bouwcampagnes in de omgeving (o.a. bij de Luikse kathedraal en de Dom van Keulen). Volgens de Nederlandse kunsthistorica Elizabeth den Hartog is in deze periode het gebeeldhouwde gotische doksaal van de Sint-Servaaskerk tot stand gekomen, waarvan in 1915 verschillende brokstukken zijn gevonden onder de kerkvloer. Het doksaal, waarvan nog een 25-tal fragmenten bewaard zijn, vormde een rijk versierde mergelstenen afscheiding tussen het kerkschip en het priesterkoor, en vormde de achtergrond voor het Servaasaltaar, dat precies boven het graf van de Heilige Servatius stond. Het beeldhouwwerk bestond uit voorstellingen in reliëf, die de Servaaslegende illustreerden. De bouw van het doksaal hing samen met de uitbreiding van de Servaascultus. In 1289 werd aan het Sint-Servaasfeest, jaarlijks van 9 tot 23 juli, een aflaat gekoppeld. Proost Gerard van Katzenelnbogen trachtte door deze maatregelen de kerk aantrekkelijker te maken voor pelgrims, die in toenemende mate naar het graf van Sint-Servaas kwamen.
Toen in 1289 eerst zijn oudere broer Diether en een jaar later zijn andere broer Filip overleed, was Gerard plotseling erfopvolger. Waarschijnlijk trad hij rond deze tijd uit de geestelijke stand, evenals zijn broer Bertold, die proost was van de Abdij van Werden. Gerard trouwde op 25 januari 1299 met Margaretha, dochter van Everhard I van der Mark. Ze kregen twee zonen: Everhard II († 1329) en Jan II († 1357).
In 1302 nam hij, samen met zijn vader en broer, deel aan een strafexpeditie van koning Albrecht I tegen de Keulse aartsbisschop Wigbold I van Holte. Toen zijn vader in 1311 stierf werd Gerard graaf van het Obergrafschaft Katzenelnbogen. Hij overleed al na een jaar en werd opgevolgd door zijn oudste zoon. Gerard werd begraven in de kerk van Klooster Eberbach in Eltville am Rhein.